# 패트리샤 나이트

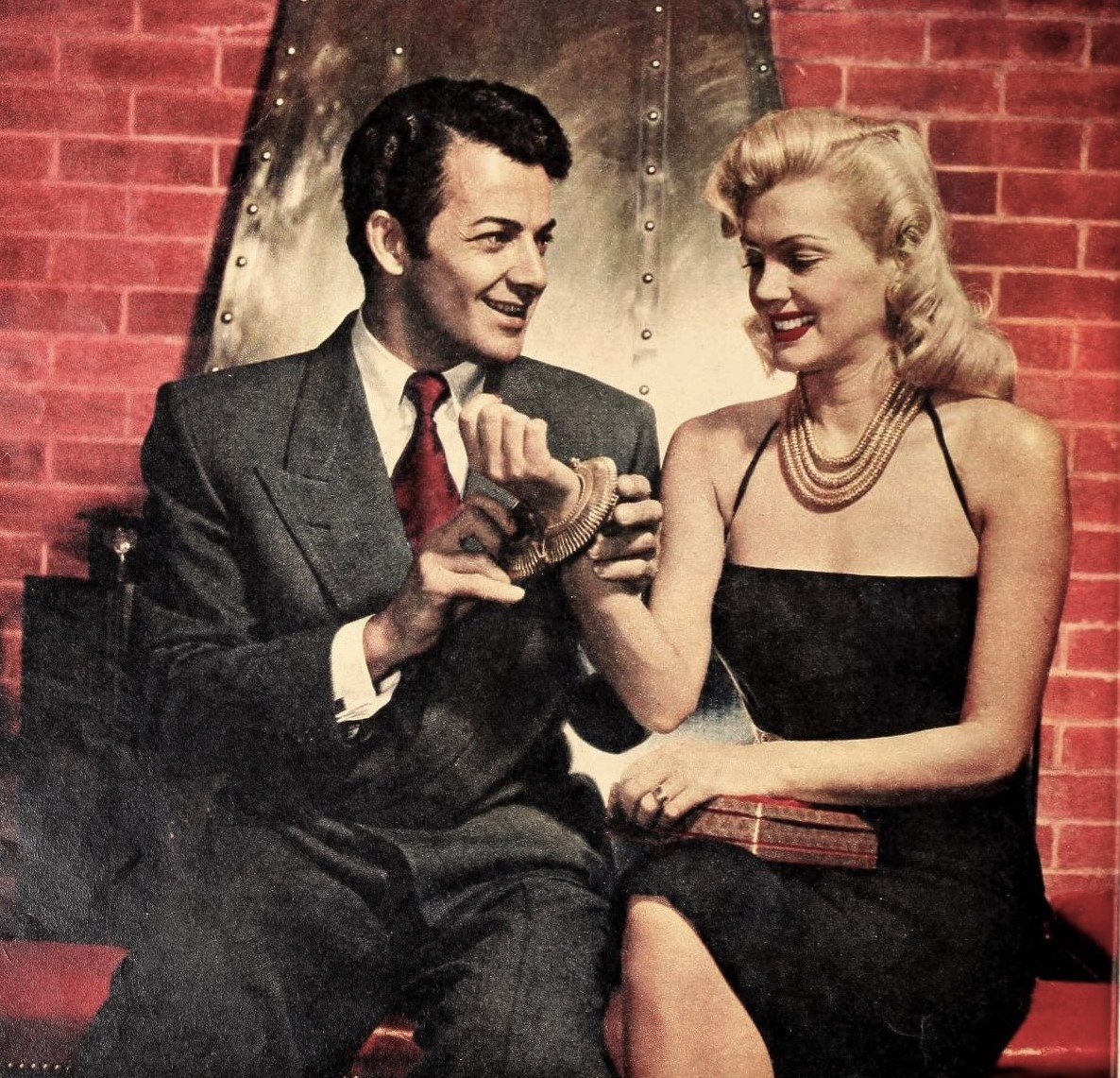

패트리샤 나이트(Patricia Knight, 1915년 4월 28일 ~ 2004년 10월 26일)는 미국의 영화배우이다.
보스턴에서 태어났다.

## 영화
- 히틀러의 최후 (1951년)